# 정념과 미덕
<정념과 미덕 Passion et Vertu> (1837)은 프랑스 소설가 귀스타브 플로베르의 《젊은 시절의 글들 Œuvres de jeunesse》에 속하는 작품이다.
<아무리 원한다 해도 Quidquid volueris> (1837)와 마찬가지로 심리적 연구 소설에 속하며, 철학적 이야기conte philosophique라는 부제를 가지는 이 작품은 <맛볼 만한 향기 Un Parfum à sentir > (1836)처럼 정념에 사로잡힌 여성의 비극적 이야기를 다루고 있다. 여성의 정념을 여실히 드러내주는 주인공 마짜Mazza의 모습은 20년 후의 그의 소설인 《보바리 부인 Madame Bovary》 (1857)의 주인공 엠마Emma와 사랑의 감각, 몽상의 감각 그리고 신비주의의 감각이라는 측면에서 유사한 모습을 보인다.

## 줄거리
남편에게 충실하고 아이들에게 따뜻한 어머니이자 가축을 극진히 돌보는 마짜는 무도회장에서 만난 에르네스트와 사랑에 빠진다. 에르네스트에 대한 극도의 사랑을 느낀 마짜는 남편에게 더 이상 사랑을 느끼지 못하고, 모든 것을 단념하고 에르네스트와의 사랑을 유지하고자 한다. 과도한 마짜의 사랑에 여성의 정념에 대한 두려움을 느낀 에르네스트는 남편이 있는 여자를 유혹하는 것이 부도덕하다고 느끼게 되었고, 마짜를 피하기 시작한다.
더 이상 마짜를 사랑하지 않는다고 느낀 에르네스트는 마짜에게 편지를 남기고 떠난다. 이에 마짜는 에르네스트를 잡고자 찾아가지만 수평선 너머로 멀어져가는 흰 돛만을 바라보게 될 뿐이다. 어느 더운 여름날 에르네와 헤어진 마짜는 바다의 물결이 자신과 같이 슬픔과 번민으로 가득찼다고 느끼게 되고, 풀, 나무, 꽃 등 모든 자연물 역시 자신과 똑같이 슬픔을 느낀다고 생각한다. 사랑이 필요로, 필요가 정신착란으로까지 이어진 그녀의 정념으로 인해, 그녀는 남편에게 사랑을 충성하고 아이에게 사랑을 베푸는 여성들, 즉 미덕을 지키는 여성들을 보며 경멸하고 비웃으며 짓밟고 싶다는 생각을 품게 된다. 어린 소녀들과 처녀들에게는 자신의 사랑이야기를 해주며 겁주기까지 한다.
사랑을 위해 남편을 버리고, 아이들을 버리고, 자신의 모든 일상을 버린 그녀는 결국 모든 것을 잃게 되고 슬픔과 한탄 속에 살아간다. 어느 날, 7개월 전 날짜로 기록된 에르네스트의 편지가 도착하고, 자신에게 그만 연락하고 행복을 찾으라는 그의 말과 함께 그가 새로운 여성과 사랑에 빠져 결혼하기로 했다는 것을 소식을 알게 된다. 극도의 우울과 분노에 휩싸인 마짜는 화학자의 집에 찾아가서 독약을 얻어내고 결국 자살을 택하게 된다.

## 등장인물

#### 에르네스트 Ernest
교활하고 여성을 꼬시기를 좋아함. 부인 마짜를 유혹하여 사랑을 얻어내지만, 그녀의 사랑에 부담을 느끼게 된 그는 마짜를 버리고 떠나 다른 여성과 결혼을 택함.

#### 마짜 Mazza
남편에게 충실하고, 아이에게 사랑을 베풀며 동물을 극진히 돌보는 여성이지만 에르네스트의 유혹에 빠져 타오르는 정념을 느끼게 되고, 그에게 버림받은 이후 결국 죽음을 택함.